# Freegells

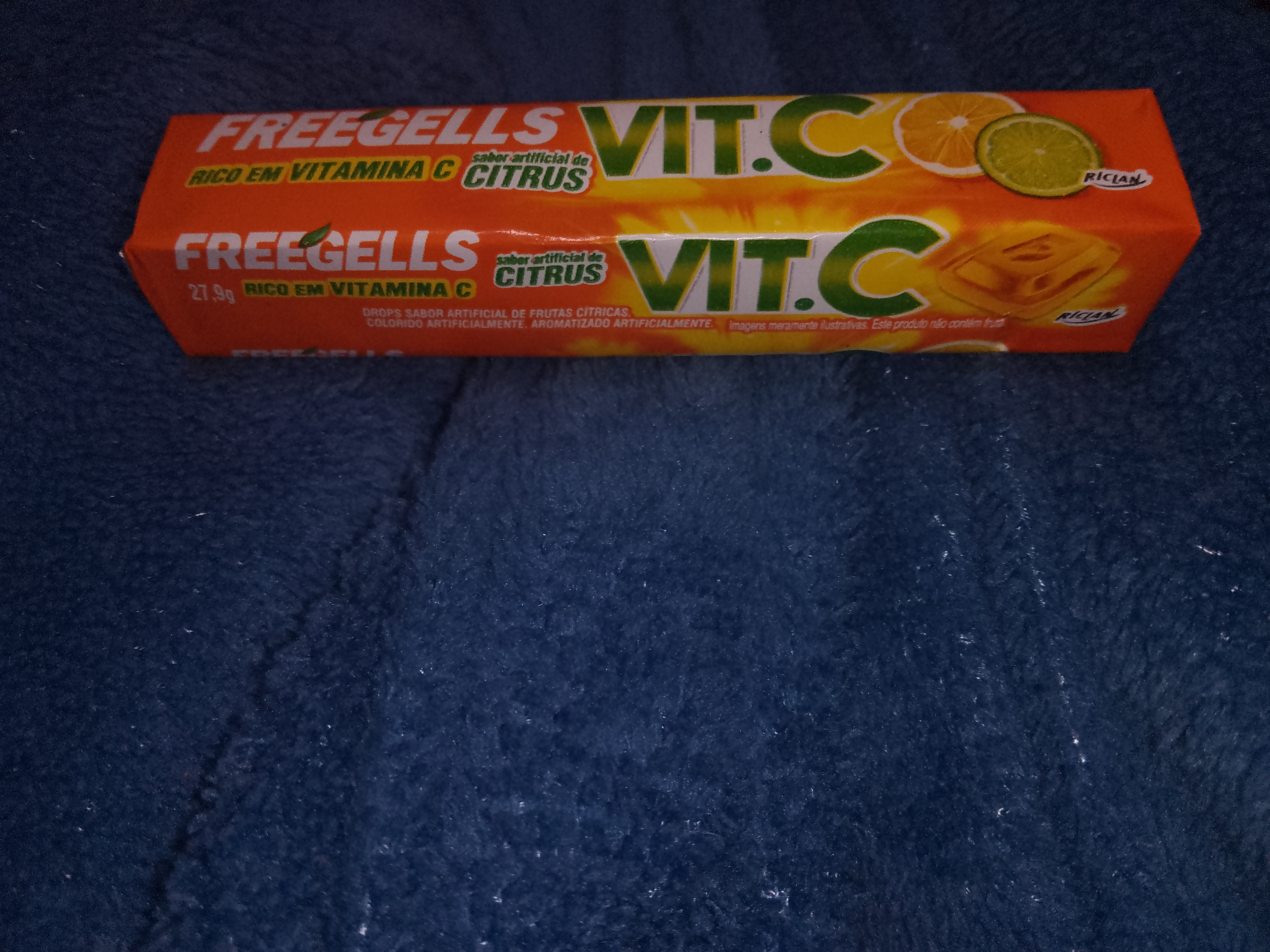
Uma embalagem de Freegells sabor frutas cítricas

Freegells é uma marca de bala produzida no Brasil pela empresa Riclan.
Concorrente da Halls, em 2006 era apontada como a segunda marca mais vendida de seu segmento no país. Produziu, ainda na década de 2000, uma linha alusiva ao anime Digimon.
Em 2011, o licenciamento de direitos de imagem de personalidades como Luan Santana aumentou em até 30% o faturamento da empresa.